# Uzech
Uzech (prononciation [yzεk]), Usèg en occitan, est une commune française, située dans l'ouest du département du Lot en région Occitanie.
Elle est également dans la Bouriane, une région naturelle sablonneuse et collinaire couverte de forêt avec comme essence principale des châtaigniers.
Exposée à un climat océanique altéré, elle est drainée par divers petits cours d'eau. Incluse dans le bassin de la Dordogne, la commune possède un patrimoine naturel remarquable composé de quatre zones naturelles d'intérêt écologique, faunistique et floristique.
Uzech est une commune rurale qui compte 201 habitants en 2022, après avoir connu un pic de population de 1 010 habitants en 1881.  Elle fait partie de l'aire d'attraction de Cahors. Ses habitants sont appelés les Uzéchois ou  Uzéchoises.

## Géographie

### Communes limitrophes
Les communes limitrophes sont Catus, Gigouzac, Peyrilles, Saint-Denis-Catus et Thédirac.
|          | Peyrilles         |          |
| Thédirac | Uzech             | Gigouzac |
| Catus    | Saint-Denis-Catus |          |

### Climat
Pour des articles plus généraux, voir Climat de l'Occitanie et Climat du Lot.
En 2010, le climat de la commune est de type climat océanique altéré, selon une étude s'appuyant sur une série de données couvrant la période 1971-2000. En 2020, Météo-France publie une typologie des climats de la France métropolitaine dans laquelle la commune est toujours exposée à un climat océanique altéré et est dans une zone de transition entre les régions climatiques « Aquitaine, Gascogne » et « Ouest et nord-ouest du Massif Central ». La première est caractérisée par une pluviométrie abondante au printemps, modérée en automne, un faible ensoleillement au printemps, un été chaud (19,5 °C), des vents faibles, des brouillards fréquents en automne et en hiver et des orages fréquents en été (15 à 20 jours).  La seconde présente une pluviométrie annuelle de 900 à 1 500 mm, maximale en automne et en hiver.
Pour la période 1971-2000, la température annuelle moyenne est de 11,6 °C, avec une amplitude thermique annuelle de 15,4 °C. Le cumul annuel moyen de précipitations est de 923 mm, avec 10,7 jours de précipitations en janvier et 6,6 jours en juillet. Pour la période 1991-2020, la température moyenne annuelle observée sur la station météorologique la plus proche, située sur la commune de Gourdon à 16 km à vol d'oiseau, est de 13,1 °C et le cumul annuel moyen de précipitations est de 823,0 mm,. Pour l'avenir, les paramètres climatiques de la commune estimés pour 2050 selon différents scénarios d’émission de gaz à effet de serre sont consultables sur un site dédié publié par Météo-France en novembre 2022.

### Milieux naturels et biodiversité

#### Espaces protégés
La protection réglementaire est le mode d’intervention le plus fort pour préserver des espaces naturels remarquables et leur biodiversité associée,.
La commune fait partie de la zone de transition du bassin de la Dordogne, un territoire d'une superficie de 1 880 258 ha reconnu réserve de biosphère par l'UNESCO en juillet 2012,.

#### Zones naturelles d'intérêt écologique, faunistique et floristique
L’inventaire des zones naturelles d'intérêt écologique, faunistique et floristique (ZNIEFF) a pour objectif de réaliser une couverture des zones les plus intéressantes sur le plan écologique, essentiellement dans la perspective d’améliorer la connaissance du patrimoine naturel national et de fournir aux différents décideurs un outil d’aide à la prise en compte de l’environnement dans l’aménagement du territoire.
Trois ZNIEFF de type 1 sont recensées sur la commune :
- les « landes, bois et zones tourbeuses du Frau de Lavercantière, hauts-vallons des ruisseaux du Degagnazès, de la Malemort et du Rivalès » (1 406 ha), couvrant 6 communes du département[13] ;
- les « prairies et bois humides du ruisseau du pic » (24 ha), couvrant 2 communes du département[14],
- le « vallon du ruisseau du Rieutord » (50 ha), couvrant 3 communes du département[15] ;

et une ZNIEFF de type 2, : 
la « vallée du Vert » (4 238 ha), couvrant 17 communes du département.

Cartes des ZNIEFF de type 1 et 2 à Uzech.
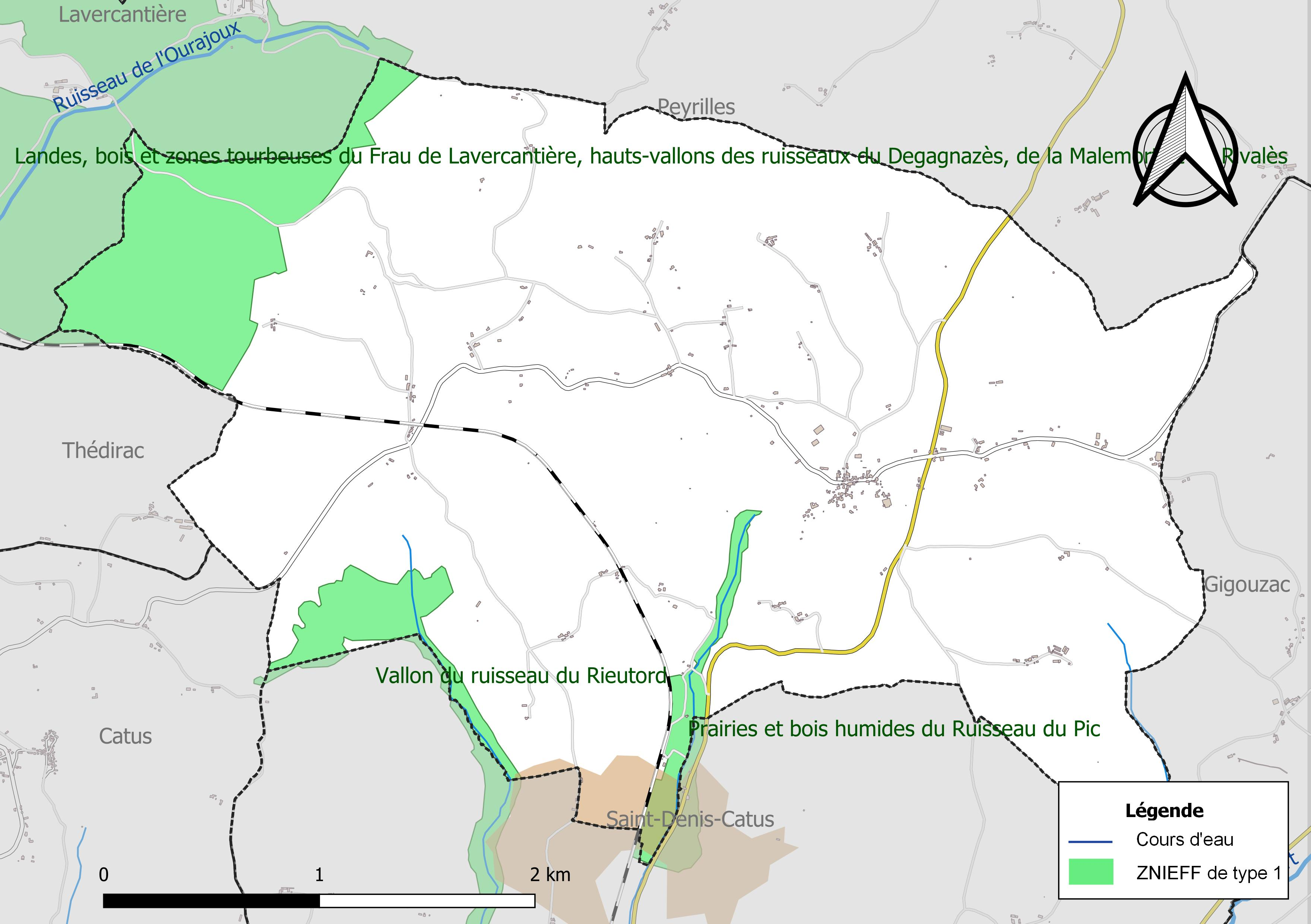
Carte des ZNIEFF de type 1 sur la commune.
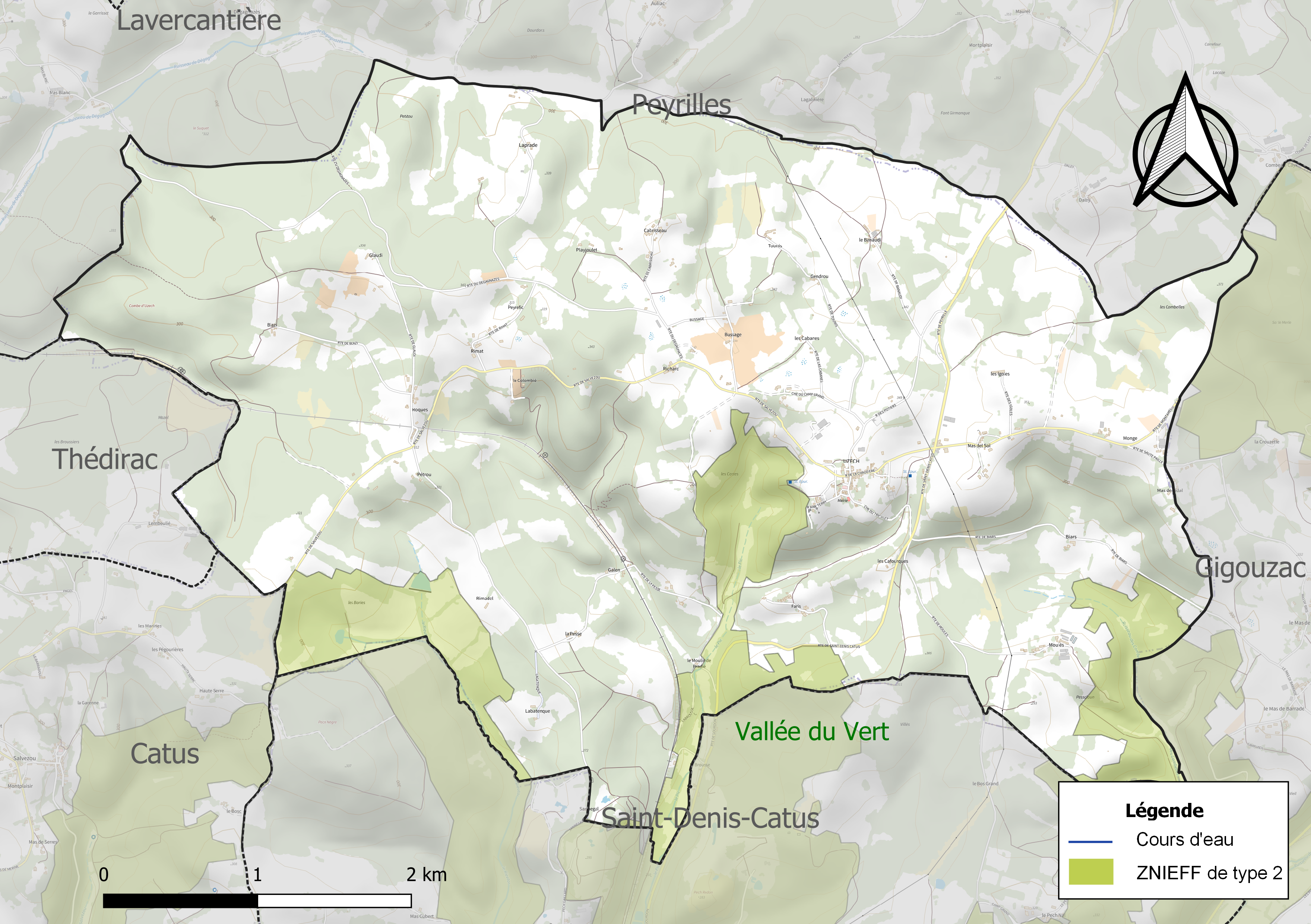
Carte de la ZNIEFF de type 2 sur la commune.

## Urbanisme

### Typologie
Au 1er janvier 2024, Uzech est catégorisée commune rurale à habitat très dispersé, selon la nouvelle grille communale de densité à sept niveaux définie par l'Insee en 2022.
Elle est située hors unité urbaine. Par ailleurs la commune fait partie de l'aire d'attraction de Cahors, dont elle est une commune de la couronne,. Cette aire, qui regroupe 78 communes, est catégorisée dans les aires de 50 000 à moins de 200 000 habitants,.

### Occupation des sols
L'occupation des sols de la commune, telle qu'elle ressort de la base de données européenne d’occupation biophysique des sols Corine Land Cover (CLC), est marquée par l'importance des territoires agricoles (50,9 % en 2018), en augmentation par rapport à 1990 (49,9 %). La répartition détaillée en 2018 est la suivante : 
forêts (47,8 %), zones agricoles hétérogènes (29,6 %), prairies (17,6 %), terres arables (3,6 %), mines, décharges et chantiers (1,3 %). L'évolution de l’occupation des sols de la commune et de ses infrastructures peut être observée sur les différentes représentations cartographiques du territoire : la carte de Cassini (XVIIIe siècle), la carte d'état-major (1820-1866) et les cartes ou photos aériennes de l'IGN pour la période actuelle (1950 à aujourd'hui).

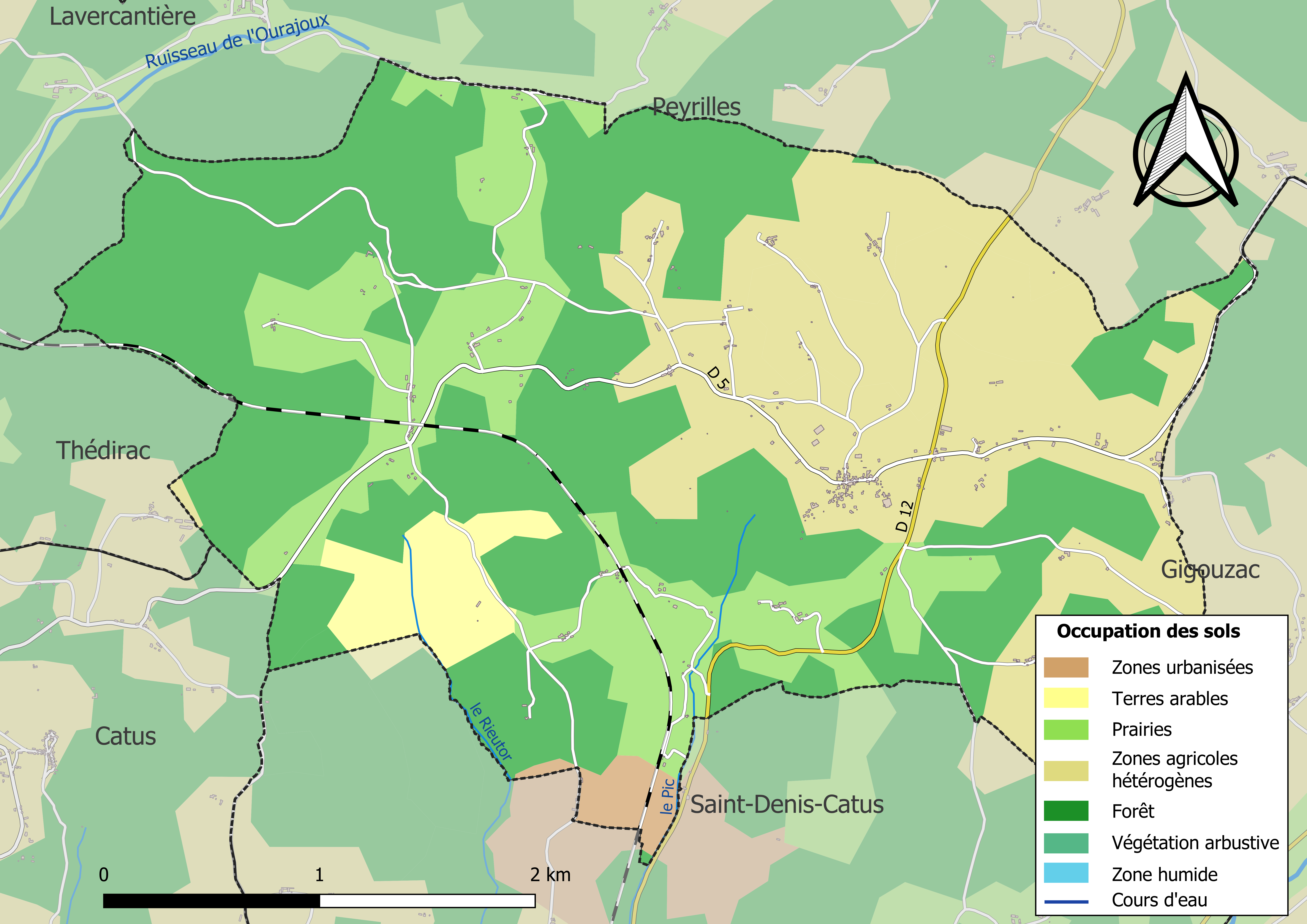
Carte des infrastructures et de l'occupation des sols de la commune en 2018 (CLC).

### Risques majeurs
Le territoire de la commune d'Uzech est vulnérable à différents aléas naturels : météorologiques (tempête, orage, neige, grand froid, canicule ou sécheresse), inondations, feux de forêts, mouvements de terrains et séisme (sismicité très faible). Il est également exposé à un risque technologique,  le transport de matières dangereuses. Un site publié par le BRGM permet d'évaluer simplement et rapidement les risques d'un bien localisé soit par son adresse soit par le numéro de sa parcelle.

#### Risques naturels
Certaines parties du territoire communal sont susceptibles d’être affectées par le risque d’inondation par débordement de cours d'eau, notamment La cartographie des zones inondables en ex-Midi-Pyrénées réalisée dans le cadre du XIe Contrat de plan État-région, visant à informer les citoyens et les décideurs sur le risque d’inondation, est accessible sur le site de la DREAL Occitanie. La commune a été reconnue en état de catastrophe naturelle au titre des dommages causés par les inondations et coulées de boue survenues en 1982 et 1999,.
Uzech est exposée au risque de feu de forêt. Un plan départemental de protection des forêts contre les incendies a été approuvé par arrêté préfectoral le 30 novembre 2015 pour la période 2015-2025. Les propriétaires doivent ainsi couper les broussailles, les arbustes et les branches basses sur une profondeur de 50 mètres, aux abords des constructions, chantiers, travaux et installations de toute nature, situées à moins de 200 mètres de terrains en nature
de bois, forêts, plantations, reboisements, landes ou friches. Le brûlage des déchets issus de l’entretien des parcs et jardins des ménages et des collectivités est interdit. L’écobuage est également interdit, ainsi que les feux de type méchouis et barbecues, à l’exception de ceux prévus dans des installations fixes (non situées sous couvert d'arbres) constituant une dépendance d'habitation.

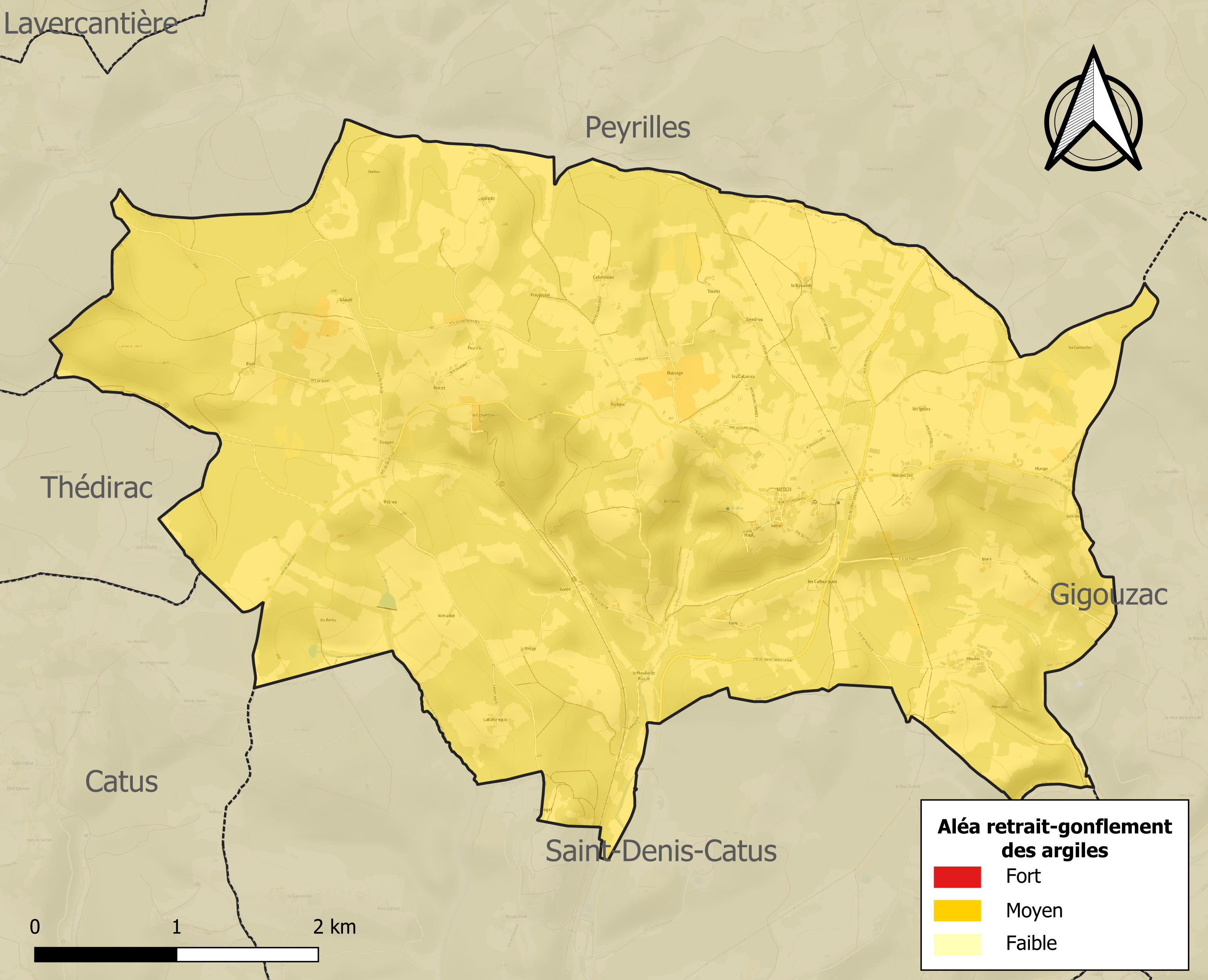
Carte des zones d'aléa retrait-gonflement des sols argileux d'Uzech.

Les mouvements de terrains susceptibles de se produire sur la commune sont des affaissements et effondrements liés aux cavités souterraines (hors mines), des éboulements, chutes de pierres et de blocs, des glissements de terrain et des tassements différentiels. Par ailleurs, afin de mieux appréhender le risque d’affaissement de terrain, l'inventaire national des cavités souterraines permet de localiser celles situées sur la commune.
Le retrait-gonflement des sols argileux est susceptible d'engendrer des dommages importants aux bâtiments en cas d’alternance de périodes de sécheresse et de pluie. La totalité de la commune est en aléa moyen ou fort (67,7 % au niveau départemental et 48,5 % au niveau national). Sur les 144 bâtiments dénombrés sur la commune en 2019, 144 sont en aléa moyen ou fort, soit 100 %, à comparer aux 72 % au niveau départemental et 54 % au niveau national. Une cartographie de l'exposition du territoire national au retrait gonflement des sols argileux est disponible sur le site du BRGM,.
Par ailleurs, afin de mieux appréhender le risque d’affaissement de terrain, l'inventaire national des cavités souterraines permet de localiser celles situées sur la commune.
Concernant les mouvements de terrains, la commune a été reconnue en état de catastrophe naturelle au titre des dommages causés par la sécheresse en 1989 et 2020 et par des mouvements de terrain en 1999.

#### Risques technologiques
Le risque de transport de matières dangereuses sur la commune est lié à sa traversée par une infrastructure ferroviaire. Un accident se produisant sur une telle infrastructure est susceptible d’avoir des effets graves sur les biens, les personnes ou l'environnement, selon la nature du matériau transporté. Des dispositions d’urbanisme peuvent être préconisées en conséquence.

## Toponymie
Le toponyme Uzech-les-oules, en occitan Usèg de las Olas, serait basé sur un Oronyme pre-indo-européen uc qui désigne des bancs d'argile importants permettant la fabrication de poteries et de les-oules provenant  de l'occitan ola qui désigne une marmite, un pot de terre cuite.

## Histoire
Le village d’Uzech-les-oules est lié au travail de l’argile par les potiers depuis plusieurs siècles jusqu’en 1956, date à laquelle disparaît le dernier des potiers.

En 1992, une association de bénévoles amateurs de céramique est créée : l’Oulo, l’Ola en occitan standardisé.
Dès lors, une Foire de la poterie a lieu au mois d’août chaque année accueillant dans les ruelles d’Uzech une quarantaine de créateurs céramistes.

Ce n’est que depuis quelques années que des potiers réinvestissent les lieux et font revivre l’activité toute l’année. Quatre potiers se partagent une grande salle d’exposition, l’Oulerie, ouvrant leurs ateliers aux visites et une potière travaille dans un très bel atelier en plein cœur du village.

Uzech renoue ainsi avec un passé intimement lié à la poterie.

## Politique et administration
| Période                                  | Période  | Identité          | Étiquette | Qualité                                                                   |
| ---------------------------------------- | -------- | ----------------- | --------- | ------------------------------------------------------------------------- |
| Les données manquantes sont à compléter. |          |                   |           |                                                                           |
| mars 2001                                | mai 2020 | Danielle Deviers  | PS        | Conseillère générale (1992-2015) Conseillère départementale (depuis 2015) |
| mai 2020                                 | En cours | Jean-Marc Lacroix |           |                                                                           |

## Démographie
L'évolution du nombre d'habitants est connue à travers les recensements de la population effectués dans la commune depuis 1793. Pour les communes de moins de 10 000 habitants, une enquête de recensement portant sur toute la population est réalisée tous les cinq ans, les populations de référence des années intermédiaires étant quant à elles estimées par interpolation ou extrapolation. Pour la commune, le premier recensement exhaustif entrant dans le cadre du nouveau dispositif a été réalisé en 2007.

En 2022, la commune comptait 201 habitants, en évolution de −7,8 % par rapport à 2016 (Lot : +1,31 %, France hors Mayotte : +2,11 %).
| 1793 | 1800 | 1831 | 1836 | 1841 | 1846 | 1851 | 1856 | 1861 |
| ---- | ---- | ---- | ---- | ---- | ---- | ---- | ---- | ---- |
| 576  | 353  | 706  | 694  | 689  | 780  | 766  | 700  | 677  |

| 1866 | 1872 | 1876 | 1881  | 1886  | 1891 | 1896 | 1901 | 1906 |
| ---- | ---- | ---- | ----- | ----- | ---- | ---- | ---- | ---- |
| 665  | 599  | 591  | 1 010 | 1 009 | 604  | 573  | 471  | 443  |

| 1911 | 1921 | 1926 | 1931 | 1936 | 1946 | 1954 | 1962 | 1968 |
| ---- | ---- | ---- | ---- | ---- | ---- | ---- | ---- | ---- |
| 418  | 331  | 316  | 269  | 253  | 268  | 235  | 228  | 208  |

| 1975 | 1982 | 1990 | 1999 | 2006 | 2007 | 2012 | 2017 | 2022 |
| ---- | ---- | ---- | ---- | ---- | ---- | ---- | ---- | ---- |
| 207  | 196  | 169  | 196  | 208  | 210  | 218  | 216  | 201  |

## Économie

### Revenus
En 2018, la commune compte 91 ménages fiscaux, regroupant 193 personnes. La médiane du revenu disponible par unité de consommation est de 18 320 € (20 740 € dans le département).

### Emploi
|                | 2008  | 2013  | 2018   |
| -------------- | ----- | ----- | ------ |
| Commune        | 8,7 % | 8,2 % | 14,6 % |
| Département    | 7,3 % | 8,9 % | 9,6 %  |
| France entière | 8,3 % | 10 %  | 10 %   |

En 2018, la population âgée de 15 à 64 ans s'élève à 130 personnes, parmi lesquelles on compte 69,2 % d'actifs (54,6 % ayant un emploi et 14,6 % de chômeurs) et 30,8 % d'inactifs,. Depuis 2008, le taux de chômage communal (au sens du recensement) des 15-64 ans est supérieur à celui de la France et du département.
La commune fait partie de la couronne de l'aire d'attraction de Cahors, du fait qu'au moins 15 % des actifs travaillent dans le pôle,. Elle compte 29 emplois en 2018, contre 33 en 2013 et 29 en 2008. Le nombre d'actifs ayant un emploi résidant dans la commune est de 73, soit un indicateur de concentration d'emploi de 39,5 % et un taux d'activité parmi les 15 ans ou plus de 48,9 %.
Sur ces 73 actifs de 15 ans ou plus ayant un emploi, 22 travaillent dans la commune, soit 30 % des habitants. Pour se rendre au travail, 84,9 % des habitants utilisent un véhicule personnel ou de fonction à quatre roues, 8,2 % s'y rendent en deux-roues, à vélo ou à pied et 6,8 % n'ont pas besoin de transport (travail au domicile).

### Activités hors agriculture
19 établissements sont implantés  à Uzech au 31 décembre 2019.
Le secteur du commerce de gros et de détail, des transports, de l'hébergement et de la restauration est prépondérant sur la commune puisqu'il représente 42,1 % du nombre total d'établissements de la commune (8 sur les 19 entreprises implantées  à Uzech), contre 29,9 % au niveau départemental.

### Agriculture
La commune est dans les Causses », une petite région agricole occupant une grande partie centrale du département du Lot. En 2020, l'orientation technico-économique de l'agriculture  sur la commune est l'élevage d'ovins ou de caprins.
|               | 1988 | 2000 | 2010 | 2020 |
| ------------- | ---- | ---- | ---- | ---- |
| Exploitations | 22   | 15   | 11   | 12   |
| SAU (ha)      | 440  | 524  | 505  | 754  |

Le nombre d'exploitations agricoles en activité et ayant leur siège dans la commune est passé de 22 lors du recensement agricole de 1988  à 15 en 2000 puis à 11 en 2010 et enfin à 12 en 2020, soit une baisse de 45 % en 32 ans. Le même mouvement est observé à l'échelle du département qui a perdu pendant cette période 60 % de ses exploitations,. La surface agricole utilisée sur la commune a quant à elle augmenté, passant de 440 ha en 1988 à 754 ha en 2020. Parallèlement la surface agricole utilisée moyenne par exploitation a augmenté, passant de 20 à 63 ha.

## Culture locale et patrimoine

### Lieux et monuments
- Église Saint-Martin d'Uzech. L'édifice est référencé dans la base Mérimée et à l'Inventaire général Région Occitanie[36]. Un tableau est référencé dans la base Palissy[36].